# Хайланд, Уильям
Уи́льям Джордж Ха́йланд (англ. William George Hyland; 18 января 1929, Канзас-Сити, Миссури — 25 марта 2008, Фэрфакс, Виргиния) — американский политик. Автор нескольких книг.

## Биография
Родился 18 января 1929 года, в Канзас-Сити, в юности играл на трубе.
Получил историческое образование в Университете Вашингтона в Сент-Луисе. Продолжил обучаться в Университете Канзас-Сити, где стал магистром в области истории.
С 1950 по 1953 год служил во 2-й бронетанковой дивизии Армии США. 
В 1954 году начал работу в ЦРУ. Позже, в 1968 году, написал свою первую книгу — «Падение Хрущёва».
В 1969 вошёл в состав Совета национальной безопасности США, где тесно сотрудничал с Генри Киссинджером. С 1973 по 1975 год возглавлял Бюро разведки и исследований Государственного департамента США, после чего вернулся в Совет безопасности в качестве заместителя советника президента США по национальной безопасности Брента Скоукрофта.
С 1977 работал в Центре стратегических и международных исследований, позже — в Фонде Карнеги.
В 1984—1992 годах являлся редактором Foreign Affairs.
Умер 25 марта 2008 года в возрасте 79 лет от аневризмы аорты.